# Presión de Planck
La presión de Planck es la unidad de presión, denotada por pP, en el sistema de unidades naturales conocido como las unidades de Planck.
Se define como:
{\displaystyle p_{P}={\frac {F_{P}}{l_{P}^{2}}}={\frac {c^{7}}{\hbar G^{2}}}\;\approx \;4.63309\times 10^{113}\;\mathrm {Pa} }
donde
- {\displaystyle F_{P}} es la fuerza de Planck
- {\displaystyle c} es la velocidad de la luz en el vacío
- {\displaystyle \hbar } es la constante reducida de Planck
- {\displaystyle G} es la constante de gravitación universal
- {\displaystyle l_{P}} es la longitud de Planck